# 窑村站
窑村站是一个陇海铁路和西康铁路上的铁路车站，位于陕西省西安市临潼区斜口街道，建于1934年，目前为四等站，邮政编码为710613。目前客运：办理旅客乘降；不办理行李、包裹托运；货运：仅办理专用线、专用铁道整车货物发到。
2020年1月7日，本站至新丰镇区间增建二线线路工程开通。
本站设有10条到发线，含4条正线。车站东咽喉引入5条正线，由北向南依次为陇海上行线、郑西高速铁路临窑联络线上、下行、陇海下行线及西康下行线；西端咽喉有陇海上下行线、西康下行线及西康上行联络线。此外车站还衔接10条专用线。

## 备注
1. ↑  西康铁路上行线本身不经过本站，而是通过一条联络线从西端进入陇海线站场，在站场东端从陇海线上行线处引出另一条联络线向东并入西康上行线。